# The Last Bookstore
The Last Bookstore là một hiệu sách độc lập tọa lạc tại 453 S Spring Street, Trung tâm thành phố Los Angeles. Condé Nast gọi đây là hiệu sách cũ và mới lớn nhất California.

## Lịch sử

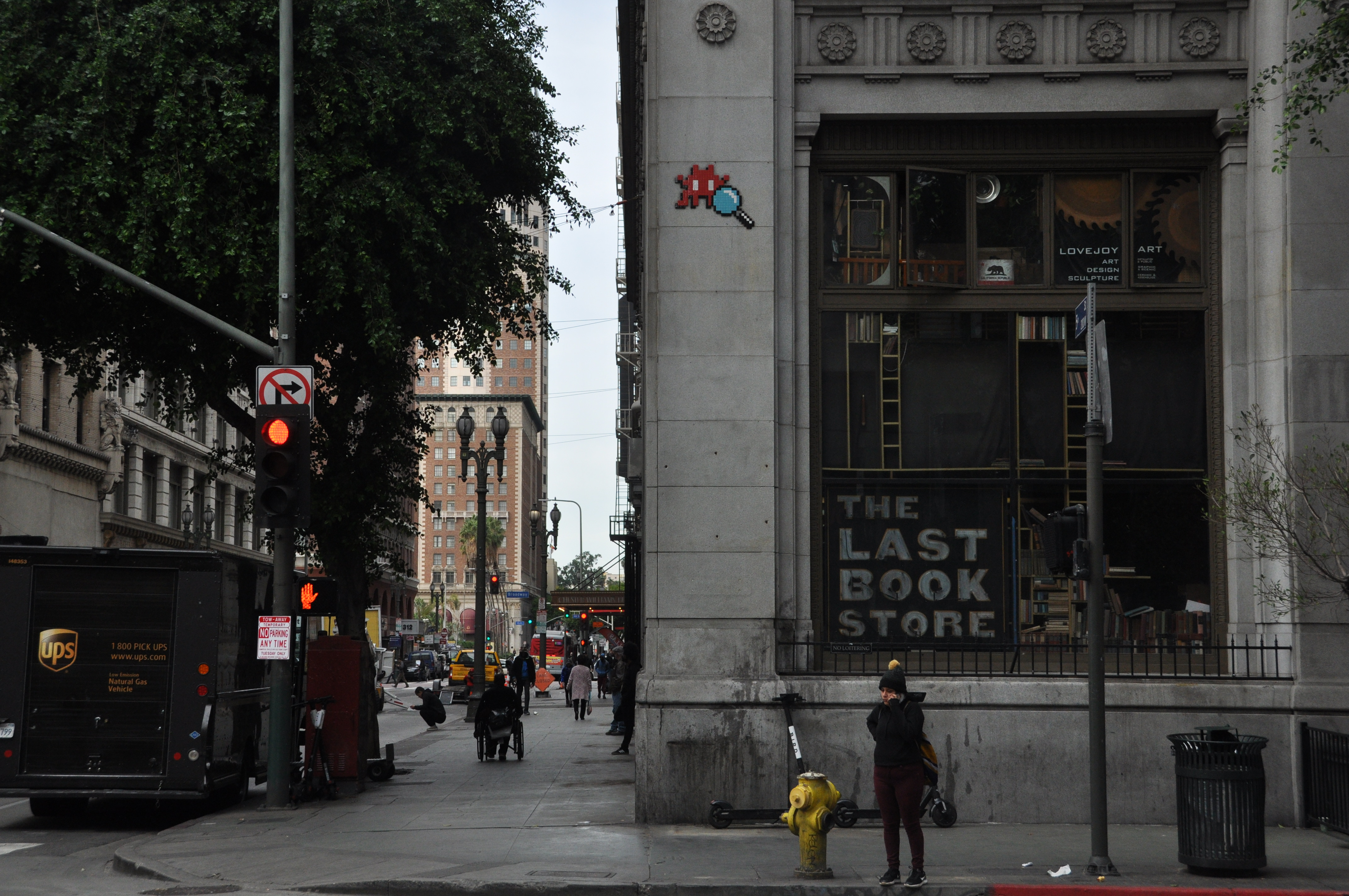
Bên ngoài cửa hàng năm 2019

Cửa hàng được thành lập vào năm 2005 bởi Josh Spencer. Hiện thân đầu tiên là một gác xép ở trung tâm thành phố Los Angeles. Họ chỉ bán sách và những thứ khác trên mạng, sau đó tập trung vào sách, mở một hiệu sách nhỏ vào tháng 12 năm 2009 trên phố 4 và Main streets. Họ chuyển đến Spring Arts Tower ở số 5 và Spring streets vào ngày 3 tháng 6 năm 2011. Cửa hàng rộng 22.000 bộ vuông. Cửa hàng hiện tại nằm trong một ngân hàng cũ với sổ sách ở hai tầng, bao gồm cả kho tiền cũ.
Vox báo cáo rằng cửa hàng tạo ra hàng hóa trực quan thông qua các màn hình sáng tạo, thu hút người dùng Instagram, "với hy vọng cố gắng chuyển đổi khách truy cập Instagram thành người mua sách."

## Phương tiện truyền thông
Nhà làm phim Chad Howitt đã ghi lại tác phẩm The Last Bookstore và chủ nhân của hiệu sách, Spencer, trong một bộ phim tài liệu ngắn có tựa đề Welcome to the Last Bookstore, phát hành vào năm 2016. Phim kể về câu chuyện Spencer bị thương khi còn trẻ và mất khả năng sử dụng chân, buộc anh kiểm tra lại cuộc đời của mình. Tạp chí Los Angeles Film Review gọi nỗ lực này là một "lời ca ngợi về khả năng phục hồi."